# Parasalenia poehlii
Oursin de Pöhl
Espèce
L'Oursin de Pöhl (Parasalenia poehlii) est une espèce de petit oursin tropical de la famille des Parasaleniidae.

## Description
C'est un petit oursin régulier, de forme elliptique et aplatie, avec la bouche (péristome) située au centre de la face inférieure (« orale ») et l'anus (périprocte) au sommet opposé (apex). 
Le test (coquille) est légèrement ovoïde et mesure environ 2 cm ; il est généralement rouille sombre ou brun-roux, laissant apparaître un disque apical nu et plus clair sur le sommet (parfois orange vif), de forme grossièrement pentagonale. Les radioles (piquants) sont courtes et coniques, de couleur crème annelée de rouille (mais parfois simplement grises annelées de noir), ne dépassant pas le diamètre du test. Leur base est entourée d'un épais anneau blanc très caractéristique et bien visible.

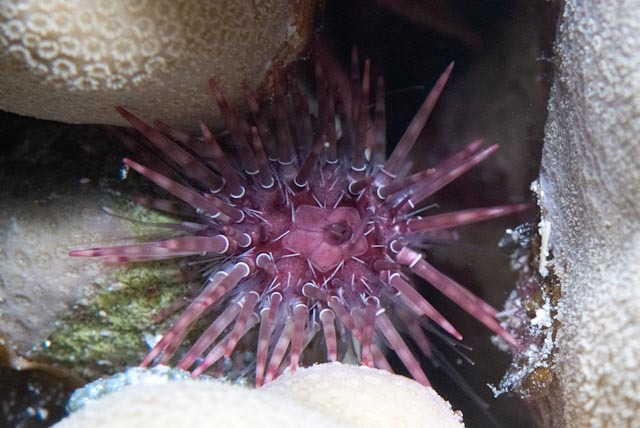

## Écologie et comportement
C'est un tout petit oursin très cryptique, qui vit caché sous les roches ou dans les anfractuosités pendant la journée, fuyant la lumière. Il se nourrit d'algues et de détritus, avec un régime benthique très omnivore.
Avec son appareil masticateur situé sur la face inférieure (appelé « lanterne d'Aristote »), cet oursin broute ce qu'il trouve sur le substrat avec un régime relativement omnivore : principalement des algues, mais aussi des polypes de corail, des éponges, débris, charognes, animaux sessiles...
Sa reproduction est sexuée et gonochorique.

## Répartition et habitat
Cet oursin se rencontre de manière très discontinue entre la surface et 70 mètres de profondeur dans les écosystèmes coralliens de l'Indo-Pacifique, des Maldives aux archipels du Pacifique et en Nouvelle-Calédonie, typiquement à Tahiti.